# Rita e l'anonima ragazzi
Rita e l'anonima ragazzi  è un album di Rita Pavone, pubblicato nel 1979.

## Descrizione
Dal 9 aprile all'11 maggio 1979 Rita Pavone è protagonista del varietà della Rete 2 Buonasera con... Rita al Circo, serie di appuntamenti televisivi per ragazzi condotti di volta in volta da un personaggio diverso dello spettacolo.
Per l'occasione viene pubblicato un LP dalla RCA Italiana in pieno stile disco music, genere tanto in voga in quel periodo, contenente oltre alla sigla finale del programma Circus Music, dieci brani cantati in italiano, inglese e francese, tra cui una cover dei The Jacksons dell'anno precedente, Blame It on the Boogie utilizzata come sigla iniziale, Il mondo dei ragazzi, brano scritto da Giuni Russo, Maria Antonietta Sisini e Umberto Napolitano, e Ti perdo e non vorrei, brano scritto da Amedeo Minghi e già inserito nell'album precedente Rita ed io.
L'album è accreditato anche a L'anonima Ragazzi, ensemble di giovani artisti che accompagnavano la cantante sia in trasmissione che in un conseguente spettacolo teatrale portato in giro nell'estate del 1979.
Nello stesso periodo fu pubblicato anche un 45 giri con la prima sigla del programma Paperita/Il fischietto, non inserita nell'album.
L'album è stato pubblicato in un'unica edizione in vinile, con il numero di catalogo PL 31439, e non è mai stato ristampato in CD, download digitale o sulle piattaforme streaming.

## Tracce
1. Blame it on the boogie
2. Circus Music
3. Presto (People Are People)
4. I Love You So (Eterno Ritornello)
5. Je N'Ai Jamais Fait L'Amour
6. E' Amore
7. Ovunque La Notte (Somewhere In The Night)
8. Il Mondo Dei Ragazzi
9. Dame Baby Poupèe
10. Ti Perdo E Non Vorrei

## Formazione
- Rita Pavone - voce
- Franco Micalizzi - arrangiamenti orchestra (tracce 1-4, 6, 8, 10)